# Farida Benlyazid
Farida Benlyazid (Tànger, el Marroc, 18 de març de 1948 ) és una guionista, productora, directora de producció, novel·lista i directora marroquina.
Amb una trajectòria al cinema i la producció cinematogràfica que va iniciar en els anys 70, Benlyazid continua sent una de les poques dones marroquines en aquest camp. Des de l'inici de la seva carrera fins a 2003, va ser l'única cineasta al Marroc. Les seves pel·lícules, adaptacions de novel·les, documentals i guions han guanyat reconeixement internacional. La seva obra destaca per representar les lluites i obstacles que enfronten les dones marroquines, les relacions entre gènere, societat i religió, la representació de les dones com a multidimensionals i individualistes, cadascuna definida per la seva pròpia edat, classe i educació personal i cultural així com la incorporació de les seves pròpies vivències.

## Trajectòria
L'interès de Farida Benlyazid pel món del cinema va començar de joveneta, inspirada i animada per la seva mare. La seva infància va tenir un paper en la formació de les seves futures pel·lícules. Per exemple, Benlyazid va créixer al Marroc parlant amb la seva mare en castellà i amb el seu pare en àrab, la qual cosa va resultar en la formació d'una identitat multicultural. Això ha donat forma a la seva visió de la vida i ha influït en la majoria de les seves pel·lícules en les que es reflecteix la construcció complexa de la dona marroquina, de fet, Benlyazid incorpora diversos components autobiogràfics en els seus guions.
Els desitjos d'una educació i de viatjar de Benlyazid van ser prohibits per la seva llavors marit qui, a causa de la interpretació marroquina de la llei islàmica abans dels noranta, era l'únic que podia sol·licitar el divorci. Després d'una llarga batalla legal, es va divorciar d'ell el 1971, aquest mateix any, va deixar el Marroc i es va mudar a França. Primer va assistir a la Universitat de París VIII, on va estudiar Literatura francesa, i després a l'École Supérieure des Études Cinématographiques (ESEC) per a estudiar cinema de 1974 a 1976.
Benlyazid va obtenir una llicenciatura en Cinema i Literatura per la Universitat de París en 1976. Posteriorment va rebre el seu mestratge en la Ecole Supérieure des Etudes Cinématographiques de París. Immediatament després de la seva graduació, va començar a escriure guions de pel·lícules.

### Carrera
La carrera cinematogràfica de Benlyazid va començar a França en 1979 amb la direcció de Identités de femmes, una peça curta sobre dones immigrants a França. Dos anys després, quan va tornar al Marroc durant l'època dels repressius anys de plom (Marroc), el país tenia una indústria cinematogràfica feble. Es va unir a un grup de cineastes motivats i finalment va començar la seva carrera com a guionista, productora, cineasta de documentals, assistent de direcció i gerent de producció.
Benlyazid va produir el seu primer llargmetratge en 1989, Bab al-samâ maftooh encara que aquest no va ser el seu primer treball cinematogràfic. En 1981, va produir la pel·lícula i va escriure el guió de Poupees de Roseau amb el seu segon i ara exmarit Jillhali Ferhaiti i va escriure el guió de Badism dirigida per Mohammed A. Tazi (1986). Tres anys després del seu primer llargmetratge, va escriure un altre guió per a la pel·lícula À la recherche du mari de ma femme en 1992. Des de llavors, Benlyazid ha continuat produint, dirigint i escrivint tant pel·lícules com documentals. Ha dirigit un total de sis pel·lícules, escrit un total de cinc, produït dues pel·lícules i creat dos documentals. En 1991 va crear la seva pròpia productora anomenada "Tingitania Films", prové de l'antic nom de Tànger, Tingis.
Com a periodista Benlyazid és autora de dos contes i ha escrit políticament com a periodista i crítica en revistes i revistes com Kantara, Le Libéral, El Mundo i Autrement.
Benlyazid continua sent una de les poques dones al Marroc que dirigeix, produeix i escriu guions per a pel·lícules, ja que el suport familiar i social continua sent un desafiament per a moltes de les dones que desitgen iniciar una carrera al cinema. Al començament de la seva carrera, al Marroc no existia cap fons cinematogràfic nacional a causa d'una història de colonització per part dels francesos que va retardar la nacionalització de la indústria cinematogràfica marroquina, presentant una clara barrera per a la producció cinematogràfica. Es considera que Benlyazid ha desafiat les institucions i creences tradicionals al Marroc, en tot l'Orient Mitjà i el nord d'Àfrica en negar-se a la imposició de qualsevol forma d'autocensura en retratar la monarquia o la religió. Altres obstacles per a les dones marroquines que desitgen dedicar-se a pel·lícules com Benlyazid poden incloure el pagament, segons la pròpia Benlyazid, qui afirma: "No tenim mercat aquí i és difícil aconseguir finançament. Cada vegada que sol·licito un projecte, obtinc menys diners que els homes".

### Filmografia

#### Com a guionista
- Arayiss men / Kasab Poupées de Roseau (1981)
- Badis 1564 (1986)
- A la recherche du mari de ma femme (1993)
- L’Histoire d’une rose / A Story of a Rose (2007)

#### Com a directora / productora
- Bab al-sama' maftooh / Une Porte sur le Ciel (1989)
- Aminata Traoré / Une femme de Sahel (1993)
- Sur la terrace (1995)
- Keïd Ensa / Ruses de femmes (1999)
- Casablanca (2002)
- La vida perra de Juanita Narboni / La Chienne de vie de Juanita Narboni (2005)
- Casanayda / Casa ça bouge (2007)
- Through the Blooming Valley's (2016)

## Representació de la dona i l'Islam
Les temàtiques més comunes en l'obra de Benlyazid comprenen les representacions multidimensionals i complexes de les dones marroquines. Acadèmics com Sandra Gayle Carter afirmen que aquesta representació es deu al fet que Benlyazid va incorporar les seves pròpies filosofies personals sobre gènere, humanitat i religió en els seus guions i pel·lícules. Carter sosté que, encara que Benlyazid va rebre una educació occidental, l'enfocament feminista de la directora sobre la representació de les lluites de les dones marroquines és tot menys eurocèntric. Els personatges de Benlyazid, quan s'enfronten a problemes en la societat marroquina, els resolen a través d'una forma d'alliberament femení arrelat en la cultura i creences marroquines.
Les seves pel·lícules se centren en el paper de la dona marroquina des de l'època de la independència del Marroc en 1956 fins a l'actualitat. En la majoria de les seves pel·lícules, existeix una forta connexió entre el Islam i el feminisme. La majoria dels seus personatges femenins utilitzen l'Islam com una manera de guiar les seves pròpies identitats i filosofies feministes. En les seves pel·lícules, l'Islam sempre es presenta amb una visió suavitzada i una religió que presumeix d'igualtat entre homes i dones. Benlyazid utilitza tècniques comunes de les feministes islàmiques en les seves pel·lícules, inclosa la reescriptura de vells mites i històries donant a les dones les seves pròpies veus. Les seves pel·lícules emfatitzen l'important paper de la dona i la seva contribució a la societat marroquina. A més de la desigualtat de gènere i els rols de gènere, les seves pel·lícules també analitzen la societat marroquina i se centren en qüestions de poder social i polític, així com del colonialisme. Les seves pel·lícules són més populars en les cultures occidentals que al Marroc a causa de la crítica que la directora subtilment realitza sobre la cultura, la societat i el colonialisme marroquins.
El seu primer llargmetratge, Une Porte sur le Ciel, una pel·lícula debatuda i controvertida tant a Occident com en el món àrab, retrata una tensió entre tradició i modernitat i una identitat francesa i marroquina. Segons Mustapha Hamil, en el viatge d'autodescobriment i comprensió dels personatges en aquesta pel·lícula, es mostra que l'Islam és compatible amb la modernitat, ja que la cultura islàmica es fusiona amb una consciència feminista. D'aquesta manera, tant els aspectes tradicionals de l'Islam com els ensenyaments moderns del feminisme occidental ajuden a formar i realitzar la identitat dels personatges principals, ja que Benlyazid no adapta ni un enfocament totalment oriental o occidental, sinó que fusiona els dos. En una ressenya de la pel·lícula de Viola Shafik a Cinema àrab, història i identitat cultural, Shafik assenyala que Une Porte sur le Ciel aprecia els aspectes tradicionals de l'Islam i els enfocaments occidentals del feminisme, que de fet tenen una llarga tradició en la cultura islàmica es pot utilitzar en l'autorealització femenina.